# 考哈约基
考哈约基（芬蘭語：Kauhajoki）是芬兰南博滕区的一座城市。
2008年9月23日，考哈约基塞伊奈约基工学院发生校园枪击案，凶手在杀死10人後自杀身亡。